# Angelo Giovanni Pivano
Giovanni Angelo Pivano (Saluzzo, 31 ottobre 1887 – ...) è stato un generale italiano, veterano della guerra italo-turca e della prima guerra mondiale. Durante la seconda guerra mondiale fu comandante della 22ª Divisione fanteria "Cacciatori delle Alpi" nel biennio 1941-1942, partecipando alla campagna di Grecia, e all'invasione della Jugoslavia. Dopo la capitolazione dei due paesi comandò la sua Divisione nella operazioni di presidio, e antipartigiane, in Montenegro. Decorato con la Croce di Cavaliere dell'Ordine militare di Savoia, due Medaglie d'argento e una di bronzo al valor militare.

## Biografia
Nacque a Saluzzo, in provincia di Cuneo, il 31 ottobre 1887, figlio di Carlo e di Vittoria Calandri. Arruolatosi nel Regio Esercito, il 14 settembre 1904 entrò come allievo nella Reale Accademia Militare di Artiglieria e Genio di Torino, da cui uscì con il grado di sottotenente, assegnato all'arma di artiglieria, il 5 settembre 1907. A partire dal 14 ottobre 1908 frequentò quindi la Scuola di applicazione di artiglieria e genio di Torino.
Come tenente partecipò dapprima alla guerra italo-turca (1911-1912), dove fu decorato con la Medaglia di bronzo al valor militare, poi alla grande guerra (1915-1918, venendo promosso capitano del 18º Reggimento artiglieria da campagna, e decorato con la prima Medaglia d'argento al valor militare.
Promosso maggiore il 16 settembre 1917, in servizio presso il 18º Reggimento artiglieria da campagna, fu nominato addetto ad un comando di Armata. A partire dal 3 febbraio 1924 fu trasferito in forza al 1º Reggimento artiglieria pesante.
Divenuto Ufficiale superiore in servizio di Stato maggiore dal 1º dicembre 1926, frequentò la Scuola di guerra di Torino, e dal 1931 al 1934 fu insegnante di tattica presso lo stesso istituto.
Colonnello con anzianità 29 agosto 1934, fu prima comandante del 28º Reggimento artiglieria d.f. "Livorno" a Fossano, dal 16 settembre dello stesso anno al 15 settembre 1937, per poi ritornare a Torino presso l'Istituto superiore di guerra con la cattedra di professore in operazioni tattico-logistiche, rimanendovi sino al 31 agosto 1938, quando passò al I Corpo d'armata di Torino per incarichi speciali.
Promosso generale di brigata l'11 novembre 1938, fu prima al I Corpo d'armata di Torino per incarichi speciali e successivamente, dal 15 dicembre, divenne comandante dell'artiglieria del Corpo d'armata celere a Padova.
All'inizio delle ostilità con la Francia e la Gran Bretagna, iniziate il 10 giugno 1940, si trovava ancora in servizio presso il detto comando e dal 10 settembre dello stesso anno assunse il comando della 22ª Divisione fanteria "Cacciatori delle Alpi" (erede delle tradizioni garibaldine), sostituendo il generale Dante Lorenzelli, assegnato ad altra Divisione.
Inizialmente impiegata per compiti di presidio nell'Italia settentrionale, e poi centrale, nel gennaio 1941 la "Cacciatori delle Alpi" venne inviata in Albania, impiegata nella valle di Osum. In seguito all'invasione della Jugoslavia, e alla successiva capitolazione della Grecia, la sua Divisione fu trasferita in Montenegro con compiti di presidio e lotta antipartigiana. Il 14 giugno 1942,  fu sostituito per avvicendamento dal generale Vittorio Ruggero, pure conseguendo il 1º gennaio la promozione a generale di divisione. Questo comando valse al generale la concessione della Croce di Cavaliere dell'Ordine militare di Savoia ed una seconda Medaglia d'argento al valor militare.
Il 15 giugno 1942 ritornò a Torino quale comandante dell'Istituto superiore di guerra, venendo colto dalla promulgazione dell'armistizio dell'8 settembre 1943 la sera di quello stesso giorno. Catturato dai tedeschi l'11 settembre, e tradotto prigioniero in Polonia, fu rinchiuso nel campo di concentramento per generali italiani 64/Z di Shokken. Liberato dall'Armata rossa rientrò in Italia nel maggio 1945, dove assunse per breve tempo il comando della difesa territoriale di Bologna (VI). Si congedò dall'esercito per limiti d'età nel 1950.

### Fonti
1. 1 2 3 4 5 6 7 8 9  Generals.
2. 1 2   Bollettino ufficiale delle nomine, promozioni e destinazioni negli ufficiali e sottufficiali del R. esercito italiano e nel personale dell'amministrazione militare, 1943,  p. 1596. URL consultato il 30 dicembre 2019.
3. ↑   Bollettino ufficiale delle nomine, promozioni e destinazioni negli ufficiali e sottufficiali del R. esercito italiano e nel personale dell'amministrazione militare, 1924,  p. 359. URL consultato il 30 dicembre 2019.
4. ↑   Bollettino ufficiale delle nomine, promozioni e destinazioni negli ufficiali e sottufficiali del R. esercito italiano e nel personale dell'amministrazione militare, 1937,  p. 4212. URL consultato il 30 dicembre 2019.
5. ↑   Bollettino ufficiale delle nomine, promozioni e destinazioni negli ufficiali e sottufficiali del R. esercito italiano e nel personale dell'amministrazione militare, 1938,  p. 6267. URL consultato il 30 dicembre 2019.
6. 1 2 3 4  Battistelli 2002, p. 250.
7. ↑  Pettibone 2010, p. 20.
8. ↑  Sito web del Quirinale: dettaglio decorato.
9. ↑   Bollettino ufficiale delle nomine, promozioni e destinazioni negli ufficiali e sottufficiali del R. esercito italiano e nel personale dell'amministrazione militare, 1918,  p. 1855. URL consultato il 30 dicembre 2019.
10. ↑   Bollettino ufficiale delle nomine, promozioni e destinazioni negli ufficiali e sottufficiali del R. esercito italiano e nel personale dell'amministrazione militare, 1922,  p. 330. URL consultato il 30 dicembre 2019.